# Cesare Facciani
Cesare Facciani (* 5. Februar 1906 in Turin; † 29. August 1938 ebenda) war ein italienischer Radrennfahrer und Olympiasieger im Radsport.

## Sportliche Laufbahn
Facciani war Teilnehmer der Olympischen Sommerspiele 1928 in Amsterdam. Mit dem italienischen Vierer gewann er gemeinsam mit Giacomo Gaioni, Mario Lusiani und Luigi Tasselli die Goldmedaille in der Mannschaftsverfolgung.
Von 1929 bis 1933 startete er zunächst als Unabhängiger und dann als Berufsfahrer im Radsportteam Alcyon-Dunlop. 1933 konnte er eine Etappe der Piemont-Rundfahrt gewinnen. Im Giro d’Italia wurde er in jenem Jahr 28.